# Turraea pubescens
Turraea pubescens är en tvåhjärtbladig växtart som beskrevs av Hellen.. Turraea pubescens ingår i släktet Turraea och familjen Meliaceae. Inga underarter finns listade i Catalogue of Life.